# Йозеф Вехтер
Йозеф Карл Вехтер (нім. Josef Karl Wächter), в 1918-19 роках — барон фон Вехтер (нім. Josef Karl Freiherr von Wächter; 29 грудня 1866 — 31 жовтня 1949, Відень) — австрійський офіцер, титулярний фельдмаршал-лейтенант, генерал-лейтенант запасу вермахту.

## Біографія
Син землевласника. В 1883 році поступив на службу в армію однорічним добровольцем, в 1884 року вийшов у відставку в званні лейтенанта запасу. Навчався у празькій Політехніці та університетах Бонни і Галле. В 1889 року повернувся в армію. Учасник Першої світової війни. З травня 1915 року — командир Богемського піхотного полку № 88. Відзначився у другій битві при Бережанах (вересень 1916) і битві при Конюхах (липень 1917). За бойові заслуги відзначений численними нагородами. На початку 1919 року звільнений з армії, проте згодом повернувся на службу. В кінці своєї кар'єри Вехтер був безпартійним військовим міністром в двох урядах федерального канцлера Йоганна Шобера (7 жовтня 1921 — 31 травня 1922).

## Сім'я
Одружився з Мартою Пфоб. В пари народились 3 дітей — Герта (1888), Ільза (1900) і Отто (1901).

## Звання
- Титулярний генерал-майор (28 грудня 1921)
- Генерал-майор (31 травня 1922)
- Титулярний фельдмаршал-лейтенант (9 листопада 1922)
- Генерал-лейтенант запасу вермахту (27 серпня 1939)

## Нагороди
- Ювілейна пам'ятна медаль 1898
- Ювілейний хрест (1908)
- Пам'ятний хрест 1912/13

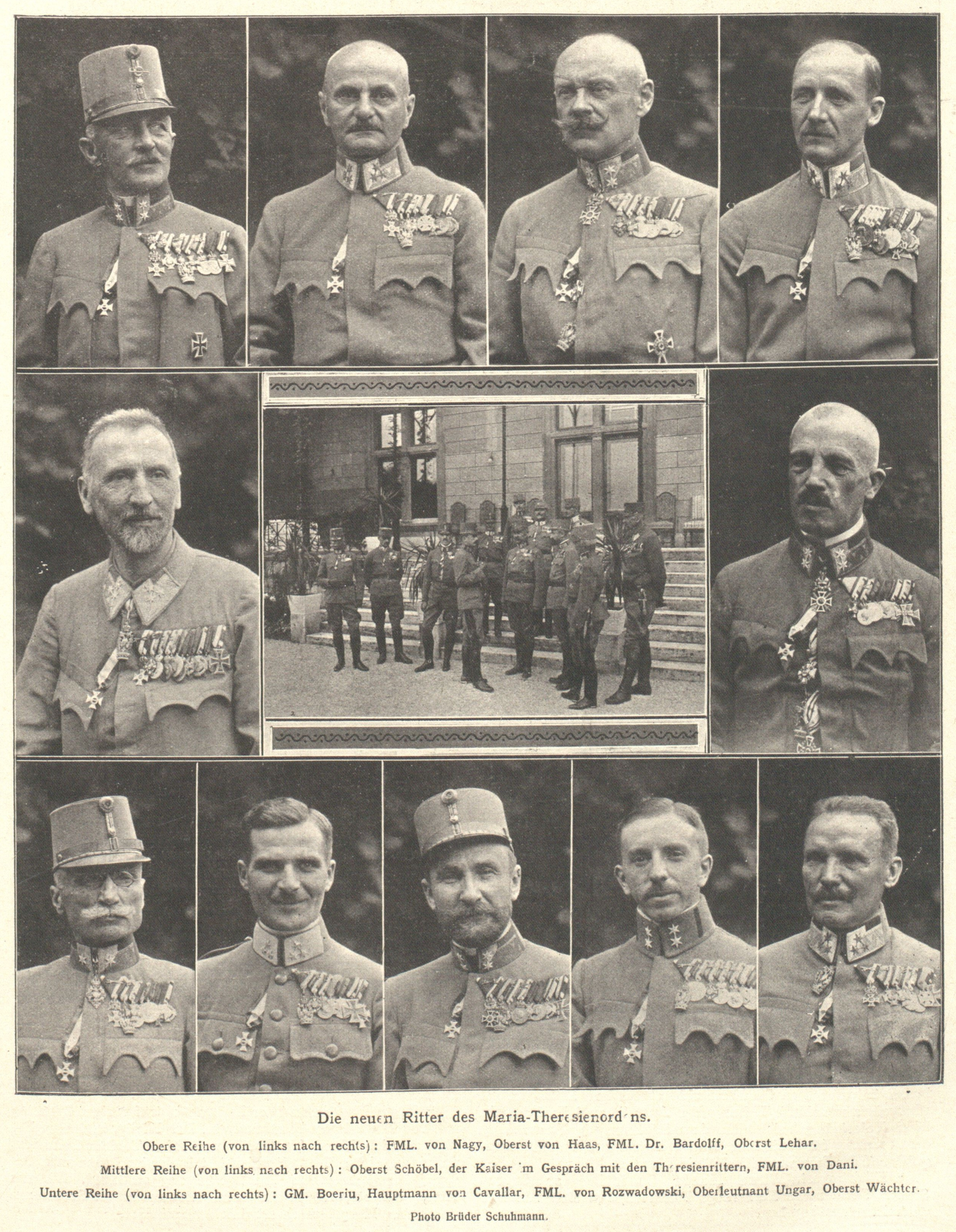
Кавалери ордена Марії терезії, нагороджені 17 серпня 1918 року. Вехтер — в правому нижньому кутку.

- Срібна і бронзова медаль «За військові заслуги» (Австро-Угорщина) з мечами
- Хрест «За військові заслуги» (Австро-Угорщина) 3-го класу з військовою відзнакою і мечами
- Орден Залізної Корони 3-го і 2-го класу з військовою відзнакою і мечами
- Орден Леопольда (Австрія), лицарський хрест з мечами
- Хрест «За вислугу років» (Австрія) 3-го класу для офіцерів (25 років)
- Військовий Хрест Карла
- Залізний хрест 2-го класу (Королівство Пруссія)
- Військовий орден Марії Терезії, лицарський хрест (17 серпня 1918) — вручений імператрицею Зітою; разом із орденом одержав спадковий баронський титул.
- Пам'ятна військова медаль (Австрія) з мечами
- Почесний хрест ветерана війни з мечами (Третій Рейх)